# Всеукраїнське об'єднання «Державна самостійність України»
Всеукраїнське об'єднання «Державна самостійність України» (ДСУ) — політична партія націоналістичного напряму, що існувала в Україні у 1990—2003 роки, була представлена у Верховній Раді України у 1990—1994 роки.

## Історія
Установчий з'їзд Всеукраїнського політичного об'єднання «Державна самостійність України» (ДСУ) пройшов 7 — 8 квітня 1990 року у Львові. Поміж іншим з'їзд обрав тимчасову раду, до складу якої увійшли Іван Кандиба (Голова), Петро Дужий (почесний член), Зеновій Красівський, Анатолій Лупиніс, Ірина Сеник, Олесь Царук, Дарія Гусяк, А. Ільченко, Ігор Бондар, Тарас Семенюк, Тарас Більчук, Мирослав Дзюбан та Людмила Жильцова.
Другий з'їзд ДСУ пройшов у грудні 1991 року у Львові, Головою партії був обраний Іван Кандиба. 21-22 грудня 1991 року у Львові під час проведення Другого Збору Всеукраїнського Політичного Об'єднання «Державна Самостійність України» (ВПО ДСУ) було зачитано заяву крайової Івано-Франківської організації СНУМ (голова Віталій Цапович) про колективний вступ до ДСУ, через причину розколу в середовищі СУМ-СНУМ і в зв'язку з відмежуванням від угодовської лінії І.Деркача.
Третій з'їзд ДСУ відбувся 12 — 13 грудня 1992 року, цього разу вперше в столиці України. Новим Головою партії став Народний депутат України Володимир Шлемко, Іван Кандиба був обраний Почесним головою.
23 березня 1993 року ДСУ отримала офіційну державну реєстрацію. Одначе незабаром в партії розпочалася криза — 4 грудня у Києві та у Дніпропетровську пройшли паралельні четверті з'їзди прихильників Володимира Шлемка та його заступника Романа Коваля відповідно. Перший з'їзд підтвердив повноваження Володимира Шлемка у той час, як другий обрав новим Головою Романа Коваля. Цей конфлікт закінчився перемогою останнього, який очолював ДСУ до припинення її діяльності. У той же час лави партії залишив Іван Кандиба через незгоду з позицією нового керівництва.
На парламентських виборах 1994 року ДСУ не змогла провести до Верховної Ради України жодного свого представника. Під час виборів Президента України того ж року ДСУ підтримало кандидатуру Петра Таланчука.
У парламентських виборах 1998 року ДСУ разом з Соціал-національною партією України (СНПУ) брала участь як складова частина виборчого блоку партій «Менше слів», який до Верховної Ради не потрапив, бо при бар'єрі в 4,00 % голосів виборців отримав лише 0,16 %.
На виборах Президента України 1999 ДСУ виступила з підтримкою Євгена Марчука.
28 травня 2003 року Верховний Суд України зняв з реєстрації Всеукраїнське політичне об'єднання «Державна самостійність України» як таке, що не відповідає нормам українського законодавства.

## Ідеологія
Ідеологія партії базувалася на українському націоналізмі. Автортетними також були твори ідеологів партії, зокрема таких як Роман Коваль, Григорій Гребенюк, Анатолій Щербатюк та інші.